# 陈式正
陈式正，生卒年待考证，台湾军事人物。浙江奉化人。抗日战争中国军方面主要将领之一。

## 生平
浙江奉化封责人。也有一说是浙江奉化溪口剡岙人。父亲是陈泉卿，辛亥革命时期革命家，与蒋介石是革命战友。陈式正也有蒋介石“世侄”一说。
早年毕业于黄埔军校第一期，和俞济时是同学。1932年6月至1934年6月，担任浙江省第九行政督察区公署专员。1931年至1935年8月，担任浙江省第四保安分处处长，驻丽水，后兼任丽水县县政督察专员。 
抗日战争时期，1938年9月任税警总团残部改编的第四十师（师长詹忠言）副师长，参加武汉会战南浔线作战。1939年7月回任国军俞济时第七十四军第五十八师（由浙江省保安处改编）师长（1939.7.9--1940.7.16），和七十四军的参谋长。1940年1月25日，继任第七十四军军长王耀武在江西上高致函蒋介石《请调五八师师长陈式正任九一军副军长或钧会高级参谋特准入陆大特五期遗缺调该师副师长廖龄奇升任命令饬遵由》。
曾担任国军六十六师师长。也曾担任国民革命军第十九军的军长，驻防江西。军衔为中华民国陆军中将。
抗日战争胜利后，曾与人合资经营长途汽车公司（往返奉化新昌）。1949年，迁往台湾。他的父亲陈毓川因老迈没有成行，留居奉化，中华人民共和国成立后土地改革运动前逝世。
在台期间，担任国民党军委会高级参谋。

## 故居
- 今浙江省宁波市奉化区剡源村中华民国国民革命军第十九军长陈式正故居[3]。保存情况完好[3]。